# شرکت مدنی
از منظر کلی شرکت مدنی جزو عقود معین بوده و صرفاً مالکیت مشترک بحساب می‌آید و مال مورد مشارکت، شخصیت مستقل حقوقی از مالکین ندارد و تمامی احکام و مقررات ناظر به آن ناشی از اراده مالکین است. در واقع خرید و فروش و اجاره و هرگونه معامله تابع خواست و اراده آنان است و نیز توقیف مال و فروش آن نیز به تبع وضعیت و شخصیت آنها خواهد بود. شرکت‌های تجاری به یقین در نتیجه اختیار و اراده شرکا به وجود می‌آیند، ولی بعضی از شرکت‌های مدنی بدون اراده و اختیار شرکا به وجود می‌آیند، مانند شراکت وراث در اموال بجای مانده از مورّث. همچنین شرکت مدنی اقامتگاه و تابعیت ندارد، در حالی که اقامتگاه و تابعیت شرکت تجاری لزوماً باید مشخص باشد. بعلاوه شرکت مدنی در برگیرنده معاملات غیرتجاری است، در حالی که موضوع شرکت‌های تجاری معاملات تجاری است.

## انواع
شرکت مدنی از مباحث حقوق مدنی است و خود به دو قسم تقسیم می‌شود:
- عقدی

- قهری

### عقدی (اختیاری)
در شرکت عقدی به موجب عقد، مالکیت مشاع به دست می‌آید مثل دو نفر باهم خانه‌ای را بخرند.
اثر شرکت عقدی این است که تصرفات شریک درزمان مشترک منوط به اجازه و رضایت دیگری است و شریک می‌تواند به عنوان نمایندگی از دیگران درزمان مشترک تصرف کند.
شرکت عقدی، عقد جائز است و طرفین می‌توانند از اجازه مذکور منصرف شوند، ولی عنوان شرکت، تا زمان تقسیم اموال مشترک باقی خواهد بود.

### غیر عقدی یا قهری
عبارت است از اینکه مالکیت مشاع برای شرکاء با عقد نباشد بلکه ممکن است بوسیله امتزاج یا ارث حاصل شود. منظور از امتزاج، مخلوط شدن مال است به گونه‌ای که نتوان از همدیگر تمیز داد و مالکیت وراث بر ارث، مشاعی است تا زمانی که تقسیم شود.

## احکام
۱- در نفع و ضرر به نسبت سهم خواهد بود، چرا که منظور از شرکت مدنی، بازرگانی و خرید و فروش نیست.
«هر یک از شرکاء به نسبت سهم خود در نفع و ضرر سهیم می‌باشد مگر این که برای یک یا چند نفر در مقابل عملی، سهم زیادتری منظور شده باشد»
۲- دریافت ثمن و مال الاجاره به نسبت سهم: در صورت فروش یا اجاره اموال شرکت، هر یک از شرکاء به نسبت سهم خود مستحق خواهند بود.